# 清涼寺 (五台県)
清涼寺（せいりょうじ）は、中華人民共和国山西省忻州市五台県の五台山にある仏教寺院。順治帝が出家したという伝承がある。

## 歴史
北魏の延興2年（472年）に建立された。
唐の大暦元年（766年）、不空金剛はここで密教を広めた。
清涼寺は文化大革命で徹底的に破壊された。
1990年代後半、黄恵卿らが資金を集めて清涼寺を再建した。